# 无腺灰白毛莓
无腺灰白毛莓（学名：Rubus tephrodes var. ampliforus）为蔷薇科悬钩子属下的一个变种。

## 扩展阅读
- 維基物種上的相關：无腺灰白毛莓